# Taxi (1998)
Taxi ist eine Actionkomödie aus dem Jahr 1998 des Regisseurs Gérard Pirès nach einem Drehbuch von Luc Besson. 

## Handlung
Daniel arbeitet als Taxifahrer in Marseille. Seine eigentliche Berufung ist allerdings das Autorennen. Nach einer rasanten Fahrt mit dem Fahrgast Emilien, einem Polizisten, steht er vor der Wahl, seinen Führerschein zu verlieren oder dem Ordnungshüter einen Monat lang als Chauffeur zu dienen. Gemeinsam machen sich die beiden daran, der gefürchteten Mercedes-Gang, einer Bande von deutschen Bankräubern, das Handwerk zu legen. Dabei kommen ihnen nicht nur Daniels Fahrkünste, sondern auch seine ehemaligen Kollegen vom Pizza-Lieferservice zu Hilfe.

## Produktion
| Figur                    | Darsteller           | Deutscher Sprecher |
| ------------------------ | -------------------- | ------------------ |
| Daniel Morales           | Samy Naceri          | David Nathan       |
| Émilien Coutant-Kerbalec | Frédéric Diefenthal  | Oliver Rohrbeck    |
| Lilly Bertineau          | Marion Cotillard     | Bianca Krahl       |
| Camille Coutant-Kerbalec | Manuela Gourary      | Evelyn Maron       |
| Petra                    | Emma Sjöberg         | Martina Treger     |
| Alain                    | Édouard Montoute     | Stefan Krause      |
| Commissaire Gibert       | Bernard Farcy        | Reinhard Kuhnert   |
| Cop                      |                      | Gerald Paradies    |
| Deutscher Ganove #1      | Richard Sammel       | Udo Schenk         |
| Fahrlehrer               | Sébastien Thiery     | Thomas Nero Wolff  |
| Paulo                    | Dan Herzberg         | Matthias Hinze     |
| Akim                     | Sébastien Pons       | Kim Hasper         |
| Fahrgast zum Flughafen   | Philippe Du Janerand | Wilfried Herbst    |
| Pizzalieferant Joe       | Georges Neri         | Jürgen Kluckert    |
| Minister                 | Dominique Noé        | Ernst Meincke      |

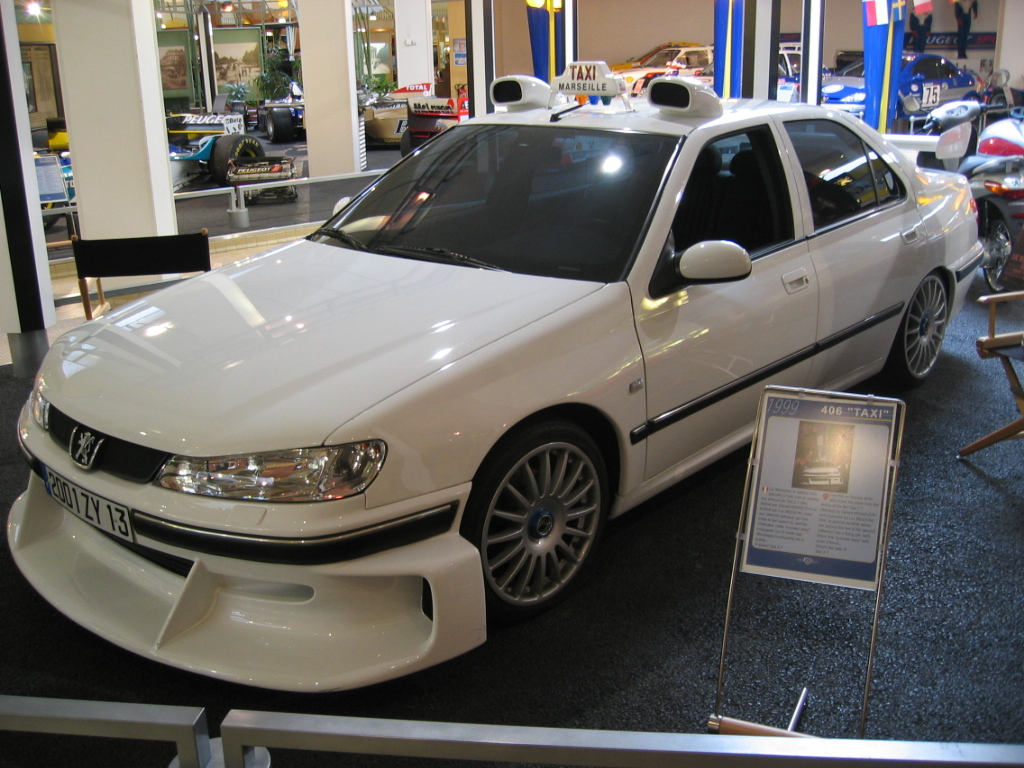
Peugeot 406 aus dem Film

Für die Darstellung des Taxis wurden acht Fahrzeuge verwendet, die alle einem anderen Zweck dienten. In Auto 1 und 2 befanden sich weder Motor noch Sitze, dafür aber Hydrauliktechnik mit 100 m Kabel. Damit wurden die Szenen gedreht, in denen Daniel sein Taxi per Knopfdruck in einen Rennwagen umwandelt. Die Fahrzeuge 3 und 4 waren ohne Spoiler oder Tuning ausgestattet und wurden in den Szenen mit normaler Stadtfahrt eingesetzt. Die Fahrzeuge waren außerdem mit aufwändiger Technik wie Mikrofonen und Kameragerüsten ausgestattet. Taxi Nummer 5 und 6 dienten allein den Rennszenen in der Stadt oder auf der Autobahn. Die verwendeten Peugeot 406 3.0 24V haben in Wirklichkeit eine Höchstgeschwindigkeit von ca. 240 km/h. Außerdem verfügten die Autos 5+6 über keinen Katalysator oder Endschalldämpfer am Auspuff, um den Sound so extrem wie möglich klingen zu lassen. Allerdings werden in den Folgen meist Rallyeautos, vor allem der Peugeot 306 GTI EVO II Rally Car und dessen Vorgänger, als Soundgeber verwendet (daher auch der Vierzylinder-Sound). Die restlichen beiden Autos dienten weitestgehend der Ersatzteilbeschaffung, da bei den Dreharbeiten immer wieder Schäden an der Karosserie verursacht wurden.
Des Weiteren wurden mehrere Mercedes-Benz 400 E verwendet. Die Fahrzeuge wurden auf die Optik des Mercedes-Benz 500 E umgestaltet. Es wurden mehrere Fahrzeuge bei den Dreharbeiten zerstört, der Nachschub wäre aufgrund der niedrigeren Stückzahl an vorhandenen Mercedes-Benz 500 E schwierig geworden. Durch den deutlich niedrigeren Preis des Mercedes-Benz 400 E wurde darüber hinaus das Budget geschont.
Die Heckflügel waren bei beiden Modellen nicht serienmäßig.

## Rezeption
„Eine in Frankreich äußerst erfolgreiche Komödie, deren Dialoge in der deutschen Synchronisation in Kalauern und sinnlosem Wortwust untergehen. Der Versuch, virulente Minderwertigkeitsgefühle aufzuarbeiten, scheitert letztlich auch, weil Slapstick allzu sehr mit Zerstörungswut verwechselt wird.“

Bei der Verleihung der Césars im Jahr 1999 war Taxi in sieben Kategorien nominiert. Während der Preis für die beste französische Produktion des Vorjahres an Erick Zoncas Drama Liebe das Leben verliehen wurde, gewannen Filmeditorin Véronique Lange und die beiden Tongestalter Vincent Tulli und Vincent Arnardi die Auszeichnungen. Nominiert waren der Regisseur Gérard Pirès, die Filmmusik von Akhenaton und Marion Cotillard und Samy Naceri als beste Nachwuchsdarsteller.

## Veröffentlichung und Fortsetzung
Die Produktionskosten des Films beliefen sich auf 8,1 Mio. Euro. Weltweit konnte Taxi ca. 44,5 Mio. Dollar einspielen. Aufgrund dieses Erfolgs folgte eine ganze Filmreihe, wobei die ersten drei Fortsetzungen von Gérard Krawczyk inszeniert wurden. Mit Ausnahme von Taxi 5 (2018) übernahmen Samy Naceri und Frédéric Diefenthal jeweils die Hauptrollen.